# Lisa Budzinski
Lisa Budzinski (* 1992) ist eine Biotechnologin, Fernsehmoderatorin und Science-Slammerin.

## Leben
Budzinski absolvierte ihr Studium an der Technischen Universität Berlin. Sie ist Doktorandin am Deutschen Rheuma-Forschungszentrum in Berlin, wo sie am Schwiete-Labor für Mikrobiota und Entzündungen zum Mikrobiom des menschlichen Darms und dessen Einfluss auf chronische Entzündungen, wie Rheuma forscht. Während ihrer Forschung tritt sie auch als Science-Slammerin auf. So gewann sie 2020 den Silbernen Speed Lecture Award bei der Bionnale und den 1. Science Slam des Leibniz PhD Netzwerkes 2021. Im Dezember 2022 wurde Budzinski Deutsche Meisterin beim Science-Slam in Hamburg, nachdem sie zuvor ostdeutsche Meisterin im Oktober 2022 an der Technische Universität Dresden wurde.
Für ihre Leistungen im Gebiet der Zytometrie erhielt sie 2023 den Exceptional Student Award von der International Society for Advancement of Cytometry (ISAC) in Kanada. Die Jury würdigte damit ihre Methode Darmbakterien mittels Durchflusszytometrie zu untersuchen sowie anhand dessen darzustellen, dass sich die Bakterien bei chronisch-entzündlichen Erkrankungen je nach Krankheit in ihren zellulären Eigenschaften unterscheiden.
Budzinski ist Mitglied der Deutschen Gesellschaft für Immunologie in Berlin sowie Mitglied des Advisory board der Deutschen Gesellschaft für Zytometrie in Berlin.

Gemeinsam mit Henrik Mei und Axel Ronald Schulz ist Budzinski als Erfinderin des Patents Functionalized metal-labeled beads for mass cytometry gelistet. Es wurde im April 2022 erteilt. Rechtsnachfolger ist  das Deutsche Rheuma-Forschungszentrum.
Buzinski trat 2023 bei MaiThink X Nerds  auf.  Seit 2023 ist sie Moderatorin der ZDF-Sendereihe Terra X in der Reihe TerraXplore. Im Podcast von Rheinischer Post und Leibniz-Gemeinschaft Tonspur Wissen sprach sie zum Thema „Wie bleibt der Darm gesund“.

## Filmografie
- 2023: MaiThink X Nerds: Lisa Budzinski
- seit 2023: Terra Xplore (Moderation zusammen mit Leon Windscheid)

## Veröffentlichungen (Auswahl)
- mit Gerd Haga Bringeland, Lucius Bader, Nello Blaser et al.: Optimization of Receptor Occupancy Assays in Mass Cytometry: Standardization Across Channels with QSC Beads. In: Cytometry Part A, Januar 2019, DOI:10.1002/cyto.a.23723
- Osmium-Labeled Microspheres for Bead-Based Assays in Mass Cytometry.In: The Journal of Immunology, 202 (10) 2019, S. 3103–3112, DOI:10.4049/jimmunol.1801640
- mit Marina Bondareva, Pawel Durek, Mario Witkowski, Stefan Angermair et al.:  Cross-regulation of antibody responses against the SARS-CoV-2 Spike protein and commensal microbiota via molecular mimicry  Cell Host & Microbe, 31 (11) 2023, S. 1866–1881, DOI:10.1016/j.chom.2023.10.007
- mit Victoria von Goetze, Hyun‐Dong Chang: Single‐cell phenotyping of bacteria combined with deep sequencing for improved contextualization of microbiome analyses. In: European Journal of Immunology, Januar 2024, DOI:10.1002/eji.202250337